# 하순시
하순시(덴마크어: Hadsund Kommune)는 덴마크 북윌란 지역에 있던 지방 자치체로 행정 중심지는 하순이며 면적은 17.0282, 인구는 10.914 명(2004년 기준)이다. 2007년 1월 1일을 기해 폐지되었다.

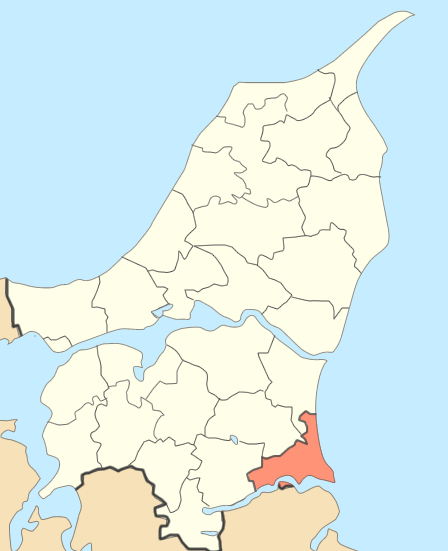